# Habijt

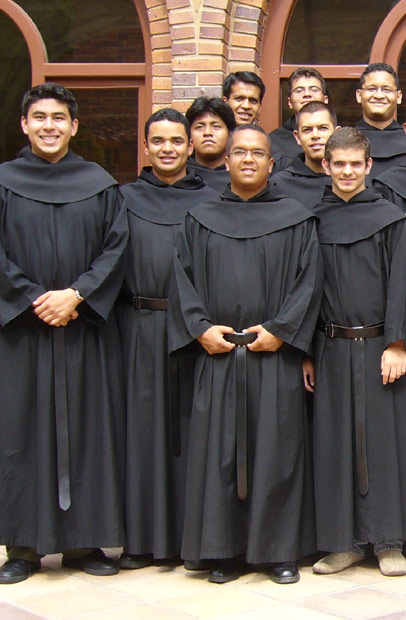
Het habijt van de Augustijner Recollecten

Het habijt is de dagelijkse kledij van monniken en zusters. Monniken dragen meestal een tuniek: een tot de voeten reikend hemd van iets dikkere, grove stof met een hoofdkap, bijeengehouden door een koord of leren riem. Over die tuniek dragen ze een scapulier.
Ook leden van congregaties dragen een habijt, al lijkt dat van de mannelijke leden daarvan meer op een toog. Als schoeisel worden door monniken en zusters van ongeschoeide kloosterorden sandalen gedragen. Tijdens het koorgebed dragen monniken over hun habijt een kovel.

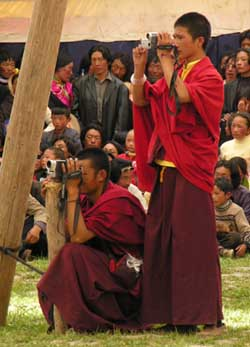
Filmende Tibetaanse boeddhisten

Een habijt is niet speciaal voorbehouden aan een bepaalde religie, maar wordt gedragen door monniken van allerlei religieuze richtingen.